# Гозьдзик (Мазовецьке воєводство)
Гозьдзик (пол. Goździk) — село в Польщі, у гміні Гужно Гарволінського повіту Мазовецького воєводства.
Населення — 481 особа (2011).
У 1975-1998 роках село належало до Седлецького воєводства.

## Демографія
Демографічна структура станом на 31 березня 2011 року:
|          | Загалом | Допрацездатний вік | Працездатний вік | Постпрацездатний вік |
| -------- | ------- | ------------------ | ---------------- | -------------------- |
| Чоловіки | 244     | 54                 | 173              | 17                   |
| Жінки    | 237     | 54                 | 131              | 52                   |
| Разом    | 481     | 108                | 304              | 69                   |